# ステファノ・サンドローネ
ステファノ・サンドローネ（Stefano Sandrone、1988年2月1日 - ）はイタリア人の神経科学者。ロンドン大学インペリアルカレッジの特別研究員。

## 経歴
イタリアのカネッリ出身。ロンドン大学キングスカレッジで神経科学の博士号（Ph.D）を取得し、その後同カレッジで特別研究員の職に就いた。2014年、サンドローネはリンダ・ノベル・ローリート会議において、生理学、医学の分野への貢献により、第64代の若手科学者に選ばれた。 
雑誌『ワイヤード』が選ぶ最も前途有望な35歳以下のイタリア人のリストに選ばれた。
2015年には、『脳のルネッサンス』の共同執筆者になった。
この著作により、国際神経科学史協会から神経科学の歴史分野で2年ごとに贈られる賞を受賞した。.
彼は『グレイズ・アナトミー』第41版に寄稿者として登場している。
2016年、サンドローネはアメリカ神経科学協会のHリチャード・テイラー賞を受賞した。そして、2017年には同協会の神経学史部門の副代表に選ばれた。 この選出は、同協会の最も若い副代表である。 同じく2017年には、高度教育協会の特別研究員に選ばれた。
機能的な神経画像処理の実験に関する最初の手書きの書物を再発見したことなど、サンドローネの業績は数多くの雑誌や新聞で取り上げられた。